# 田中邦治

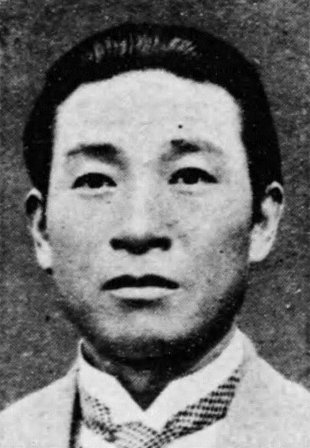
田中邦治

田中 邦治（たなか くにじ、1883年（明治16年）10月18日 – 1960年（昭和35年）2月4日）は、衆議院議員（立憲民政党）。長野県須坂市長。

## 経歴
長野県上高井郡須坂町（現在の須坂市）出身。須坂町会議員、上高井郡会議員、同議長、長野県会議員、同参事会員、同副議長を歴任した。その他、長野県農会評議員、上高井郡農会長、長野電鉄株式会社監査役、長野温泉自動車株式会社監査役を務めた。1933年（昭和8年）から1946年（昭和21年）にかけて須坂町長を務めた。
1936年（昭和11年）、第19回衆議院議員総選挙に出馬し当選。第20回衆議院議員総選挙でも再選を果たした。
戦後は第2代須坂市長を務めた。